# Hemiprocne coronata
El vencejo arborícola coronado o vencejo del bosque crestado (Hemiprocne coronata) es una especie de ave apodiforme de la familia Hemiprocnidae que vive en el sur de Asia.

## Distribución y hábitat
Se le encuentra desde el oriente de la India hasta Vietnam y desde Nepal hasta Sri Lanka. Vive en bosques y claros arbolados, por debajo de los 1.400 m de altitud.

## Descripción

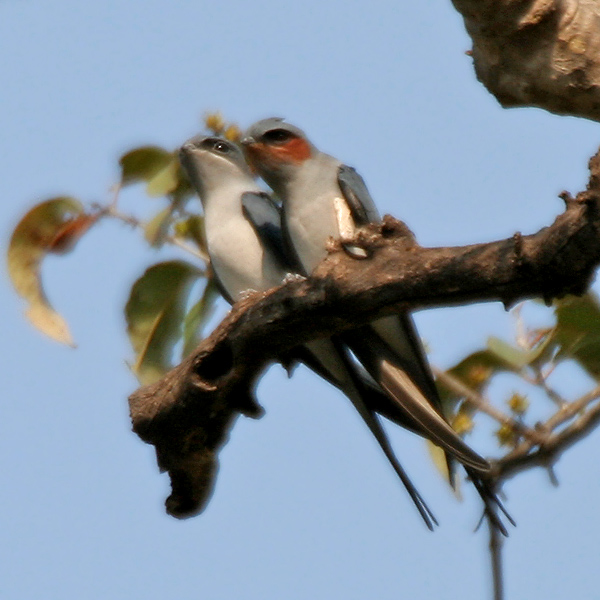
Pareja en la reserva de vida silvestre de Kawal, en la India.

Mide 21 a 23 cm de longitud. El plumaje es de color gris por encima y blanco por debajo. Las largas alas en forma de flecha son de un gris más oscuro por arriba. Presenta cresta notoria y cola larga y profundamente bifurcada. El macho adulto tiene áreas circumoculares negruzcas y presenta las mejillas y el mentón color anaranjado. La hembra tiene una línea blanca debajo del ojo que divide la cabeza gris oscura del cuello y la garganta grisáceos.
Su llamado es un fuerte kee-kyew.

## Alimentación
Se alimenta de insectos que atrapa en vuelo.

## Reproducción
Construye un nido pequeño pegado a una rama expuesta de un árbol. La hembra pone un huevo azul grisáceo y lo incubada junto con el macho. El nido es tan pequeño que deben posarse en posición vertical sobre el borde del nido y cubrir el huevo con las plumas inferiores para incubarlo.

## Taxonomía
Se consideró antes conespecífico con su pariente oriental Hemiprocne longipennis, pero no se cruzan ni hay híbridos entre ellos en sus áreas de distribución.